# James Lyons (Politiker)

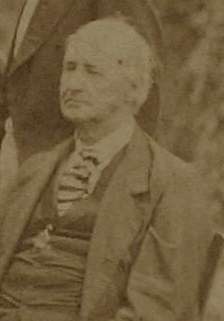
James Lyons

James Lyons (* 12. Oktober 1801 im Hanover County, Virginia; † 18. Dezember 1882 in Richmond, Virginia) war ein US-amerikanischer Jurist und als Politiker sowohl für die Vereinigten Staaten als auch für die Konföderierten Staaten tätig.

## Werdegang
James Lyons, Sohn von Sarah Spotswood Waugh (1775–1835) und James Lyons (1762–1830), wurde im Hanover County geboren. Über seine Jugendjahre ist nichts bekannt. Er studierte an dem College of William & Mary in Williamsburg (James City County) Jura und begann nach dem Erhalt seiner Zulassung als Anwalt 1818 in Richmond zu praktizieren. Drei Jahre zuvor war der Britisch-Amerikanische Krieg zu Ende gegangen. Während des Besuchs von Marquis de La Fayette (1757–1834) in Virginia 1824 war er für die Modalitäten verantwortlich. Zwischen 1839 und 1843 vertrat er das Charles City County, das James City County, das New Kent County und das Henrico County sowie die Stadt Richmond im Senat von Virginia. Er saß zwischen 1845 und 1846 im Abgeordnetenhaus von Virginia. Seine Zeit in der General Assembly war von Wirtschaftskrise von 1837 überschattet und die Folgejahre vom Mexikanisch-Amerikanischen Krieg. Er nahm zwischen 1850 und 1851 als Delegierter an der Verfassunggebenden Versammlung von Virginia teil. Am 6. November 1861 wurde er für den dritten Wahlbezirk von Virginia in den ersten Konföderiertenkongress gewählt, wo er vom 18. Februar 1862 bis zum 17. Februar 1864 tätig war. Er wurde 1864 zum erstinstanzlicher Richter (trial judge) für politische Häftlinge ernannt. Nach dem Ende des Bürgerkrieges nahm er seine Tätigkeit als Anwalt in seiner Kanzlei wieder auf und half bei der Verteidigung des konföderierten Präsidenten Jefferson Davis (1808–1889). Er verstarb 1882 in Richmond und wurde dann dort auf dem Hollywood Cemetery beigesetzt.

## Familie
Lyons war zweimal verheiratet. Er heiratete zuerst Heningham H. Watkins (1799–1851), Tochter von Joseph und Mary Carrington Watkins. Das Paar bekam acht Kinder: Josephine (* 1822), James junior (1824–1840), Heningham Watkins (* 1827), Sallie Nivision (* 1828), William Henry (* um 1831), Edward C. (1836–1853), Peter (1838–1881) und Mary P. (* um 1839). Nach dem Tod seiner ersten Ehefrau heiratete er dann Imogen Byrd Penn (1834–1901).

## Trivia
Sein Anwesen westlich von Richmond (Virginia) hies Laburnum.

## Briefe
- Johnson, Andrew: The Papers of Andrew Johnson: September 1865-January 1866, University of Tennessee Press, 1991, ISBN 9780870496899, S. 97f.
- Library of Congress – Letter to H. A. Wise from James Lyons, October 20, 1852